# Viktor Franzl
Viktor Franzl (* 27. Juli 1892 in Brünn; † nach 1913) war ein österreichischer Weitspringer, Stabhochspringer, Dreispringer, Speerwerfer und Hürdenläufer.
Bei den Olympischen Spielen 1912 in Stockholm kam er im Weitsprung und im Stabhochsprung jeweils auf den 18. Platz.
Zweimal wurde er Österreichischer Meister im Weitsprung (1911, 1913) und je einmal im Stabhochsprung (1913), Speerwurf (1913) und über 110 m Hürden (1913).

## Persönliche Bestleistungen
- 110 m Hürden: 15,6 s, 8. September 1921, Wien
- Stabhochsprung: 3,70 m, 10. Juli 1921, Århus
- Weitsprung: 6,92 m 29. September 1912, Wien (ehemaliger nationaler Rekord)
- Dreisprung: 14,24 m, 1. Juli 1922, Berlin (ehemaliger nationaler Rekord)
- Speerwurf: 50,19 m, 8. September 1913, Wien (ehemaliger nationaler Rekord)